# Distretto di Messaâd
Il distretto di Messaâd è un distretto della provincia di Djelfa, in Algeria, con capoluogo Djelfa.

## Comuni
Il distretto di Messaad comprende 5 comuni:
- Messaâd
- Deldoul
- Selmana
- Sed Rahal
- Guettara